# Samidare Bijo ga Samidareru
Singles de Juice=Juice
Watashi ga Iu Mae ni Dakishimenakya ne
(31 mars 2013) Romance no Tochū / (...)
(11 septembre 2013)
Singles par Hello! Project feat. Juice=Juice
Ten Made Nobore!
(8 juin 2013)
Samidare Bijo ga Samidareru (さみだれ美女がさみだれる, trad. : « De la belle pluie qui se déchaîne en début d'été ») est le deuxième single "indépendant" du groupe féminin japonais Juice=Juice sorti le 5 mai 2013.

## Détails du single
Il s'agit du deuxième disque de la formation originale du groupe après son premier single "indie" Watashi ga Iu Mae ni Dakishimenakya ne sorti deux mois plus tôt, en mars 2013. Le single atteint la 153e place des classements hebdomadaires des ventes de l'Oricon.
Il sort en une seule édition (CD seulement), le CD contient seulement la chanson-titre et sa version instrumentale.
La chanson-titre figurera sous une autre version sur le premier single "major" qui sortira quatre mois après en septembre 2013, Romance no Tochū / Watashi ga Iu Mae ni Dakishimenakya ne (Memorial Edit) / Samidare Bijo ga Samidareru (Memorial Edit), en tant que chanson co-face A.

## Formation
- Yuka Miyazaki (leader)
- Tomoko Kanazawa
- Sayuki Takagi
- Aina Otsuka
- Karin Miyamoto
- Akari Uemura

## Liste des titres
Toutes les paroles sont écrites par Tsunku, toute la musique est composée par Tsunku et arrangée par Yusuke Itagaki.
| 1.   | Samidare Bijo ga Samidareru (さみだれ美女がさみだれる) | 3:54 |
| 2.   | Samidare Bijo ga Samidareru (Instrumental)             | 3:51 |
| 7:05 |                                                        |      |